# Bansoa
Bansoa är en ort i Kamerun.   Den ligger i regionen Västra regionen, i den västra delen av landet, 220 km nordväst om huvudstaden Yaoundé. Bansoa ligger 1 483 meter över havet och antalet invånare är 7 560.
Terrängen runt Bansoa är varierad, och sluttar norrut. Trakten runt Bansoa är tätbefolkad, med 591 invånare per kvadratkilometer. Närmaste större samhälle är Bafoussam, 12,0 km öster om Bansoa. Trakten runt Bansoa är huvudsakligen savannskog.